# Godzilla y Kong: el nuevo imperio
Godzilla y Kong: el nuevo imperio (Godzilla x Kong: The New Empire en inglés) es una película de monstruos estadounidense, dirigida por Adam Wingard, producida por Eric McLeod y escrita por Terry Rossio, Jeremy Slater, Simon Barrett, y protagonizada por Dan Stevens, Rebecca Hall, Brian Tyree Henry, Kaylee Hottle, Fala Chen, Alex Ferns y Rachel House, Etc. Es la secuela de la película de 2021, Godzilla vs. Kong. Se estrenó el 27 de marzo de 2024.

## Argumento
Tres años después de la derrota de Mechagodzilla, en algún lugar de la Tierra Hueca, Kong se encuentra huyendo de unas bestias llamadas Wartdogs antes de llegar al borde de un acantilado. Luego, el gran simio atrae a las criaturas a su trampa, enviando a una a la muerte y luego partiendo a otra en dos y rugiendo ferozmente para obligar a las demás a huir. Mientras Kong intenta darse un festín con su presa, descubre que tiene un diente infectado que le impide comer. Luego escucha un fuerte bramido, creyendo que proviene de otro simio, pero es solo una criatura rana la que hace el ruido. Kong luego se resigna a su soledad.
En la superficie, la Dra. Ilene Andrews ha estado trabajando con Monarch para mantener a Godzilla y Kong separados entre sí. Godzilla sigue manteniendo el orden entre la humanidad y los Titanes, matándolos cada vez que causan problemas. En Roma, el monstruo Scylla está causando caos y muertes hasta que Godzilla carga su aliento atómico y lo envía por la garganta de Scylla haciéndolo explotar en pedazos, antes de hacer del Coliseo Romano su nueva cama.
En una instalación avanzada en la Tierra Hueca, los investigadores comienzan a detectar fuertes lecturas de energía provenientes del territorio de Kong, lo que provoca un sumidero en la tierra donde Kong mató a los Wartdogs. Ilene es alertada de la información por una colega de Monarch, la directora Hampton. Mientras tanto, Ilene adoptó a Jia, quien comienza la escuela pública por primera vez. Jia está experimentando visiones relacionadas con los Titanes y, sin querer, hace dibujos similares a las lecturas de energía detectadas por Monarch. Jia le dice a Ilene que no siente que pertenezca a este nuevo mundo. Más tarde, la instalación del puesto de avanzada es destruida por un titán desconocido.
En Miami, la Dra. Andrews le pide ayuda a Bernie Hayes, a quien conoció durante el ataque de Mechagodzilla en Hong Kong para descubrir la conexión con las visiones de Jia. Él acepta ayudar con la condición de ir con ella a la Tierra Hueca.
Se produce otro aumento de energía, que incluso Godzilla siente. Deja Roma y comienza a caminar hacia la fuente. Al mismo tiempo, Kong emerge de la Tierra Hueca para encontrar a Ilene y Jia, mostrándoles su diente infectado. Ilene se pone en contacto con su viejo amigo, un veterinario Monarch llamado Trapper. Utiliza una gran parte de su tecnología para sacar el diente y darle a Kong un reemplazo metálico. Luego, Bernie le dice a Ilene que se ha detectado una señal de socorro desde la Tierra Hueca. Ilene, Bernie, Trapper, Jia y un piloto llamado Mikael comienzan a seguir a Kong en su camino de regreso.
Godzilla abandona Italia y ataca una central nuclear en Francia, donde comienza a absorber la radiación para recargarse. Los aviones comienzan a abalanzarse para intentar derribarlo, pero Godzilla los aplasta como si fueran moscas. Hampton luego ve que Godzilla se dirige hacia otro Titán llamado Tiamat, ubicado en el Ártico. Los investigadores determinan que si Godzilla mata a Tiamat, quedará sobrecargado.
El equipo en la Tierra Hueca se encuentra con el puesto de avanzada Monarch y lo encuentra destruido y los investigadores muertos. Encuentran una huella de pata ensangrentada en las paredes de piedra de arriba, que según Trapper pretende ser un llamado a la guerra. En otra parte, Kong encuentra el sumidero y llega a un reino subterráneo. Camina con su hacha hasta que se encuentra con otra figura y queda atónito al descubrir que es un simio más pequeño llamado Suko. Mientras Kong intenta acercarse pacíficamente a ella, Suko lo muerde y convoca a otros tres simios para atacarlo. Uno de ellos casi mata a Kong con su hacha hasta que se libera de las garras de los otros simios y los golpea, incluso usando a Suko como garrote contra ellos y matando a uno. Otro simio casi se cae por un acantilado, pero Kong lo agarra y lo lleva a un lugar seguro... solo para que el desagradecido simio intente apuñalar a Kong, lo que lo lleva a patear al simio haciéndolo caer hacia su muerte. El tercer simio se retira mientras Kong hace que Suko lo guíe.
El equipo comienza a volar nuevamente hasta que otra oleada de energía hace que su nave se estrelle. Trapper y Bernie sienten el peligro, pero Mikael intenta tomar la iniciativa, lo que hace que una criatura arbórea se lo coma. Los demás corren hasta encontrar las ruinas de un antiguo templo dedicado a Mothra. Jia activa una entrada que los lleva a través de un velo protector hacia el reino subterráneo.
Suko lleva a Kong a un abrevadero para beber, hasta que emerge un monstruo serpiente gigantesco llamado Drownviper e intenta devorar a Kong. Kong se defiende y usa su hacha para decapitar a la serpiente. Kong toma los restos de la serpiente y se los come, incluso comparte algunos con Suko, quien queda sorprendido a pesar de haber llevado a Kong a una trampa, y comienza a entablar una amistad cada vez más profunda.
Monarch sigue el camino de Godzilla hasta que logra llegar a Tiamat. La Titán submarina emerge de su letargo y lucha contra Godzilla. A pesar de que Tiamat se envuelve alrededor de él, Godzilla la hace pedazos con su aliento atómico y absorbe su energía de radiación antes de regresar bajo el agua para prepararse.
El equipo es encontrado por guerreros de la tribu Iwi, quienes rápidamente reconocen a Jia como uno de los suyos. El líder de la tribu se comunica telepáticamente con Jia y la acerca. Se tocan las manos, lo que les permite compartir visiones y flashbacks de la tribu Iwi, así como los propios recuerdos personales de Jia. Ilene se da cuenta de que la baliza de socorro que recibieron provenía de los Iwi. La tripulación es guiada más al templo de Iwi, donde Ilene les traduce su historia. Hace mucho tiempo, los grandes simios eran los protectores de la humanidad, pero un líder despiadado conocido como Skar King dirigió un ejército de simios para intentar atacar el mundo de la superficie en una guerra contra Godzilla y su especie. El poderoso lagarto intervino y atrapó a Skar King y a su ejército dentro de un terreno volcánico en lo más profundo de la Tierra Hueca para evitar que escaparan. También se dice que un descendiente directo de los Iwi (Jia) será quien despertará a Mothra.
Kong sigue a Suko hasta donde se encuentran los otros grandes simios, para gran sorpresa de Kong. Son obligados a realizar trabajos forzados por Skar King. Kong ve a uno de los ejecutores de Skar King maltratar a otro simio. Kong interviene, ayudando al esclavo y hace que el ejecutor intente enfrentarse a él, solo para que Kong le dé un puñetazo y lo derribe. Skar King luego aparece para encontrarse con Kong, riéndose de él junto con los otros simios por su diente de metal. Skar King intenta atacar a Suko, solo para que los simios supervivientes de antes (los que atacaron a Kong) defiendan a Suko. Esto hace que Skar King patee al simio hacia un pozo de lava en represalia, lo que hace que Suko gima de agonía. Kong y Skar King se enfrentan a un duelo, y Skar King utiliza un látigo hecho con la columna de otro Titán. Mientras Kong casi domina a Skar King, el simio malvado invoca su arma secreta, un Titán de hielo llamado Shimo (que Ilene dice que fue la causa de la última Edad de Hielo) que es controlado por Skar King usando un cristal que le causa dolor. Hace que Shimo dispare su aliento de hielo hacia Kong, quien intenta desviarlo con su hacha, pero la explosión es lo suficientemente poderosa como para envolver el brazo de Kong en hielo y provocar que se congele, debilitándolo. Kong comienza a huir con algunos de los simios de Skar King persiguiéndolo, pero él los lleva a una de sus trampas, matando a todos excepto al simio al que golpeó, ya que usó otro simio para protegerse de las rocas que caían.
El equipo pasa más tiempo con los Iwi, incluido Jia que finalmente vuelve a estar con su propia gente. Bernie intenta documentar sus hallazgos mientras Ilene le dice a Trapper que solo quiere lo mejor para Jia. Luego, los Iwi abren el velo de su mundo mientras Suko les trae al Kong herido. Le ven el brazo y lo encuentran en mal estado. Kong le indica con tristeza a Jia que perdió su hogar. Trapper le dice a Ilene que lo mejor para Kong es algo de tecnología suya de su proyecto, "Operación Powerhouse", que se hizo para crear un aumento para Kong en caso de otro gran ataque de Titán, pero fueron cerrados. Trapper logra localizar a B.E.A.S.T. un guante del puesto avanzado Monarch destruido y lo aplica al brazo de Kong, permitiéndole recuperar movilidad y fuerza. Luego comienza a dirigirse al mundo de la superficie para llamar la atención de Godzilla, aunque los demás saben que si Kong pisa su territorio podría tener consecuencias mortales. Mientras tanto, Skar King monta a Shimo y lleva a los otros simios hacia su conquista.
Godzilla vuelve a despertar después de haber sido completamente cargado por el poder de Tiamat, lo que hace que sus placas dorsales brillen de un color rosa brillante. Kong ingresa al mundo de la superficie a través de un portal en El Cairo, mientras Godzilla escucha su rugido en Gibraltar y se abre paso. Godzilla no está muy contento de volver a ver a Kong, por lo que carga contra él a pesar de que Kong intenta convencer a Godzilla para que se una a él (y los monstruos pueden comunicarse), pero ataca a Kong mientras se involucran en otra gran pelea, destruyendo las pirámides. Kong le da buen uso a su nuevo guante para golpear a Godzilla varias veces. Abajo, en la Tierra Hueca, los Iwi realizan su ritual con Jia, marcando el comienzo del renacimiento de Mothra. Ella sube a la superficie para intervenir en la pelea. Godzilla queda atónito al ver a su antiguo aliado una vez más, y le basta con dejar de lado su lío con Kong para unir fuerzas mientras él y Kong rugen en unidad.
Con Skar King y sus fuerzas acercándose rápidamente, los humanos idean un plan para crear un aumento de gravedad aplicando la tecnología Iwi para que sus cristales creen una reacción que se utilizará brevemente para evitar que los malvados Titanes escapen. Skar King hace que Shimo congele el velo y lo rompa para poder entrar. Luego, Godzilla y Kong se lanzan juntos a la batalla, saltando hacia Shimo y Skar King, respectivamente, para el combate definitivo contra monstruos. La oleada comienza, con los dos simios y los dos lagartos peleándose en el aire, mientras el ejecutor de Skar King intenta entrar, y Suko se une a la pelea y envía al simio traidor cayendo hacia su muerte. Mothra protege a los humanos que intentan volar a un lugar seguro. Los cuatro titanes principales luego caen a través del portal hacia el mundo de la superficie.
Los Titanes terminan en Río de Janeiro en una playa, ahuyentando a los demás turistas. Skar King luego usa a Shimo para desatar sus poderes de hielo sobre el mundo, congelando varios edificios y disparando una ráfaga de hielo al cielo. Kong consigue algunos golpes más contra Skar King, pero Shimo le dificulta a Kong derrotarlo. Godzilla carga su aliento atómico contra Skar King, quien esquiva la explosión pero Godzilla le arranca el cristal del látigo. Mientras los Titanes intentan llegar al cristal, Suko salta a través del portal con el hacha de Kong y entra en la batalla para romper el cristal con un movimiento del hacha, liberando a Shimo del control de Skar King. Ahora sin su arma definitiva, Kong lanza al simio malvado hacia Godzilla, quien lo azota con su cola hacia Kong como una pelota de voleibol. Luego sostiene a Skar King en el aire mientras Shimo se vuelve contra su antiguo maestro y lo congela en un instante. Kong luego rompe a Skar King en un millón de pedazos. Godzilla usa su aliento para deshacer la explosión de hielo y hacer que todo vuelva a la normalidad.
Posteriormente, Godzilla regresa a descansar en el Coliseo. Mothra repara el velo en la Tierra Hueca. Ilene cree que Jia está lista para separarse de ella y quedarse con la tribu Iwi, pero Jia le indica que se quedará con Ilene dondequiera que vayan. Luego, las dos se separan de Trapper y Bernie.
Kong regresa con los Grandes Simios junto con Suko y Shimo, este último que ahora está siendo tratado mucho mejor gracias a Kong. Luego se presenta ante los otros simios como su nuevo líder y levanta su hacha al cielo con un poderoso rugido, que los otros simios responden con respeto.

## Reparto
- Rebecca Hall como Dra. Ilene Andrews, científica y lingüista antropológica en Monarch.
- Brian Tyree Henry como Bernie Hayes, un teórico de la conspiración y ex empleado de Apex.
- Kaylee Hottle como Jia Andrews, última sobreviviente conocida de la tribu Iwi e hija adoptiva de Ilene.
- Dan Stevens como Trapper, un veterinario de Monarch.
- Alex Ferns como Mikael, un piloto de Monarch.
- Fala Chen como Reina Iwi
- Rachel House como Hampton

## Producción

### Desarrollo
En marzo de 2019, el productor Alex García declaró que Legendary Pictures esperaba producir más películas de MonsterVerse si tenían éxito, afirmando: "Es un ladrillo a la vez, cada pieza tiene que ser tan buena como como puede ser, así que ahora todo está enfocado en esto [Godzilla: King of the Monsters y Godzilla vs. Kong ]. ¿Pero podría haberlo? Sí, esa es la esperanza si las películas salen realmente bien". En febrero de 2021, Wingard comentó sobre el futuro de Monsterverse: "Sé hacia dónde podríamos llegar potencialmente con futuras películas". Sin embargo, señaló que Monsterverse fue creado "hasta cierto punto" para conducir hacia "Godzilla vs. Kong". Añadió que Monsterverse se encuentra en una "encrucijada", afirmando: "Realmente está en el punto en el que el público tiene que dar un paso adelante y votar por más de estas cosas. Si esta película es un éxito, obviamente seguirán adelante".
Godzilla vs. Kong se estrenó el 24 de marzo de 2021 y se convirtió en un éxito de taquilla y streaming durante la pandemia de COVID-19. La película recaudó 470 millones de dólares en todo el mundo frente a un punto de equilibrio de 330 millones de dólares, y se convirtió en la película más pirateada de 2021.

### Rodaje
La cinta fue filmada principalmente en Queensland (Australia), así como en Roma (Italia), Hawái (Estados Unidos), y equipos de segunda unidad filmaron en Islandia, España, Gibraltar, Marruecos y Brasil.